# 김한솔 (체조 선수)
김한솔(1995년 12월 29일~)은 대한민국의 체조 선수이다. 2016년과 2020년 하계 올림픽에 참가했으며 2017년 세계 선수권 대회에서 남자 도마 종목 동메달을 획득했다. 2018년 아시안 게임에서는 금메달, 은메달, 동메달을 1개씩 획득했다.